# Luka Basic
Luka Basic (ur. 29 stycznia 1995 w Rennes) – francuski siatkarz pochodzenia bośniackiego, reprezentant Francji, grający na pozycji przyjmującego.
Jego rodzice również uprawiali siatkówkę. Ojciec Veljko występował ponad 200 razy w reprezentacji Jugosławii. Obecnie jest trenerem reprezentacji Czarnogóry.

## Przebieg kariery
| Lata                 | Klub                                 |
| -------------------- | ------------------------------------ |
| –2014                | CNVB                                 |
| 2014–2016            | AS Cannes VB                         |
| 2016–2018            | Spacer’s de Toulouse                 |
| 2018–2021            | Revivre Milano                       |
| 2021–2022            | Tonno Callipo Calabria Vibo Valentia |
| 2022 (od 28.03.2022) | Montpellier UC                       |
| 2022–2023            | Gas Sales Bluenergy Piacenza         |
| 2023–                | Farmitalia Catania                   |

## Sukcesy klubowe
Liga francuska:
- 2022[6]
- 2017

Puchar Challenge:
- 2021

Puchar Włoch:
- 2023[7]

Liga włoska:
- 2023[8]

## Sukcesy reprezentacyjne
Mistrzostwa Europy Juniorów:
- 2014

Liga Narodów:
- 2018